# Premier Padel 2022
Navigation
Premier Padel 2023
Premier Padel 2022 est la première édition du circuit professionnel de padel Premier Padel. Cette édition se déroule tout au long de l'année 2022, regroupant 8 tournois de catégories masculines dans 7 pays différents.

Ce nouveau circuit est lancé par la Fédération internationale de padel et soutenu financièrement par Nasser Al-Khelaïfi.
Il se déroule en parallèle du World Padel Tour 2022, avec qui il se partage les meilleurs joueurs professionnels au monde.

## Calendrier
Les tournois se partagent en deux catégories, répartissant de manière différente les points aux paires gagnantes:

- Major

- P1

Pour cette première édition, le calendrier de Premier Padel est contraint par celui du World Padel Tour, car les meilleurs joueurs du monde étaient contractuellement obligés de participer à tous les tournois Master et Open 1000 de ce circuit.
Le calendrier officiel a été publié le 3 février 2023, et il comporte les mêmes tournois que lors de l'édition précédente : quatre Majors et quatre P1. Cependant, le Major du Mexique (ouragan Otis) et le P1 de Gizeh (conflit israélo-palestinien) seront finalement annulés.
Cette édition de Premier Padel inclut pour la première fois une catégorie féminine (sauf pour les tournois de Doha et Mendoza). En effet, lors de la première édition en 2022, seule une catégorie masculine était organisée.
La France accueille l'un des quatre tournois majeurs du circuit, le Paris Major, qui a lieu au Roland-Garros.
Le Major italien aura quant à lui lieu au mythique Foro Italico. L'étape égyptienne prendra place au pied des pyramides de Gizeh.
Le calendrier de l'année 2022 est le suivant :
| Tournoi      | Ville     | Pays      | Dates                    | Ref   |
| ------------ | --------- | --------- | ------------------------ | ----- |
| Qatar Major  | Doha      | Qatar     | 28 mars - 2 avril        |       |
| Italy Major  | Rome      | Italie    | 21 mai - 29 mai          |       |
| Paris Major  | Paris     | France    | 11 juillet - 17 juillet  | [ 3 ] |
| Madrid P1    | Madrid    | Espagne   | 1er août - 6 août        |       |
| Mendoza P1   | Mendoza   | Argentine | 8 août - 14 août         |       |
| NewGiza P1   | Gizeh     | Égypte    | 24 octobre - 30 octobre  |       |
| Mexico Major | Monterrey | Mexique   | 28 novembre - 4 décembre |       |
| Milan P1     | Milan     | Italie    | 5 décembre - 11 décembre |       |

## Résultats

### Compétition masculine
| Major |
| P1    |

| Tournoi   | Vainqueurs                         | Finalistes                         | Résultat        |
| --------- | ---------------------------------- | ---------------------------------- | --------------- |
| Doha      | Paquito Navarro Martín Di Nenno    | Alejandro Galán Juan Lebrón        | 6-3 / 7-6       |
| Rome      | Alejandro Galán Juan Lebrón        | Paquito Navarro Martín Di Nenno    | 4-6 / 7-5 / 6-4 |
| Paris     | Alejandro Galán Juan Lebrón        | Juan Tello Federico Chingotto      | 6-3 / 4-6 / 6-4 |
| Madrid    | Alejandro Galán Juan Lebrón        | Paquito Navarro Martín Di Nenno    | 5-7 / 6-2 / 6-3 |
| Mendoza   | Franco Stupaczuk Pablo Lima        | Fernando Belasteguín Arturo Coello | 6-2 / 4-6 / 7-6 |
| Gizeh     | Franco Stupaczuk Pablo Lima        | Alejandro Galán Juan Lebrón        | 2-6 / 7-6 / 7-6 |
| Monterrey | Fernando Belasteguín Arturo Coello | Agustín Tapia Sanyo Gutiérrez      | 6-3 / 3-6 / 6-3 |
| Milan     | Alejandro Galán Juan Lebrón        | Víctor Ruiz Lucas Bergamini        | 6-2 / 6-2       |

### Compétition féminine
Il n'y a eu aucune épreuve féminine lors de cette première édition Premier Padel.